# VVGA
VVGA is een omnisportvereniging uit Amsterdam, Noord-Holland, Nederland. Op 24 mei 1913 werd de club opgericht als Voetbal Vereniging Gemeente Ambtenaren met als beschermheer de Amsterdamse burgemeester Willem de Vlugt. Al snel werden ook andere sporten beoefend, zoals honkbal (1925) en tennis (1927), en werd de naam gewijzigd naarVereniging Voor Gemeente Ambtenaren. Sinds 2002 heet de vereniging officieel V.V.G.A., met afdelingen voor bridge, tennis en voetbal.
De club heeft sinds 1925 een eigen terrein in Park de Meer in het Amsterdamse stadsdeel Watergraafsmeer. Lang lag dit pal naast het in 1934 geopende Stadion De Meer van buurman Ajax. Na het vertrek van Ajax zijn bij de bouw van woningen het voetbalveld en de tennisbanen van voetbal- en tennisvereniging VVGA behouden gebleven. De vereniging kreeg in 2008 een nieuw clubgebouw.
In het verleden had de club onder meer ook een honkbalafdeling, waarvan het eerste team in 1933 landskampioen werd. Tot 1980 bestond er ook een schaakafdeling, die jarenlang in de hogere regionen van de KNSB-competitie heeft gespeeld.

## Voetbalafdeling
De voetbalafdeling speelt sinds 1930 op het huidige VVGA-terein, na op verschillende velden in de buurt te hebben gespeeld. 
In het seizoen 2018/19 komt het eerste zaterdagelftal uit in de Reserve 3e klasse, daarnaast komen er nog een 35+ en een 45+ elftal op zaterdag in competitieverband uit. In het zaalvoetbal komen twee mannenteams uit.

### Standaardelftal
De vereniging komt sinds de degradatie uit de Vierde klasse in het seizoen 2009/10 niet meer met een standaardelftal uit in competitieverband. Sindsdien speelt het in de reserve klasse (zaterdag) van het KNVB-district West-I.

#### Competitieresultaten 1947-2010
N.B. resultaten betreffen KNVB-competities
| 4 |

| 4 4A |

| 9 4B |

| 3 4A |

| 4 4A |

| 7 4B |

| 3 4B |

| 10 4A |

|  |

| 6 4B |

| 10 4A |

|  |

| 8 4B |

| 10 4A |

|  |

| 4 4C |

| 1 4C |

| 11 3B |

| 2 4C |

| 5 4C |

| 12 4C |

|  |

| 7 6B |

|  |

| 4 5B |

| 2 5B |

| 2 4D |

| 3 4D |

| 8 4D |

| 8 4D |

| 6 4D |

| 8 4D |

| 8 4E |

| 8 4B |

| 12 4B |

| Derde klasse | Vierde klasse | Vijfde klasse | Zesde klasse |

In elke staaf van de grafiek staat van boven naar beneden vermeld: 
- Eindnotering

Dit is de positie die de club heeft bereikt in de competitie, zonder eventuele beslissings-, play-off- of nacompetitiewedstrijden die nodig zijn geweest om bijvoorbeeld de kampioen van de competitie te bepalen.
Indien een * achter het getal staat is de notering een tussenstand en kan het zijn dat de notering niet overeenkomt met de uiteindelijke eindstand van de competitie.
Staat er een - dan is het seizoen nog bezig en is er geen definitieve uitslag bekend.
Staat er xx op de positie van de notering, dan heeft de club vroegtijdig de competitie verlaten. Dit kan onder andere komen door terugtrekking van het team, faillissement van de club of door een uitgedeelde straf van de KNVB. In veel gevallen staat elders in het artikel de reden vermeld.
Staat er een ? dan is het resultaat uit het verleden onbekend, en is alleen de competitie of het niveau bekend van dat seizoen.
In de seizoenen 2019/20 en 2020/21 werd wegens de coronacrisis het amateurvoetbal afgebroken. Daardoor kennen deze staven geen eindklassering (middels -- weergegeven).
- Competitieniveau en afdelingsletter of Officiële eindstand Eredivisie
  - Competitieniveau en afdelingsletter

Hierbij geeft het getal het niveau weer, dat ook terug te vinden is in de legenda. De letter is de afdelingsaanduiding en wordt gebruikt wanneer er meer afdelingen zijn op hetzelfde niveau. De afdelingsletter is altijd een hoofdletter en wordt meestal zonder nummer gebruikt.
Voorbeeld: 2F is niveau 2e klasse competitie F.
Het competitieniveau en nummer wordt niet vermeld wanneer er slechts één competitie van dit niveau was.
  - Officiële eindstand Eredivisie (getal staat tussen haakjes vermeld)

Sinds de introductie van play-offwedstrijden voor Europees voetbal na afloop van de reguliere competitie in 2005/06, is de KNVB verplicht een eindstand van de Eredivisie door te geven aan de UEFA aan de hand van deze play-offwedstrijden.
Bij deze eindstand staan clubs die zich hebben gekwalificeerd voor Europees voetbal hoger dan clubs die zich niet wisten te kwalificeren. Indien er geen verschil was tussen de eindnotering en de officiële eindstand, staat dit getal niet vermeld.

- Onderafdeling

Hier staat afgekort de naam van de onderafdeling indien de club in dat jaar in een onderafdeling uitkwam. Tevens staat deze afkorting in de legenda en wordt gelinkt naar het artikel over deze onderafdeling. Deze afkorting wordt alleen vermeld wanneer de club in het verleden in verschillende onderafdelingen heeft gespeeld. Deze vermelding is in de staaf altijd in kleine letters. Deze onderafdelingen zijn na het seizoen 1995/96 afgeschaft. Heeft de club in slechts één onderafdeling gespeeld, dan is dit alleen terug te vinden in de legenda.
Onder de staaf staat het jaartal vermeld waarin het seizoen is afgesloten. 15 verwijst naar het seizoen 2014/15 of eventueel het seizoen 1914/15.
Wanneer een staaf leeg is, zijn deze gegevens niet bekend. Het kan ook zijn dat de club dat seizoen niet heeft meegespeeld op het hogere amateurniveau, vroegtijdig de competitie heeft verlaten of uit de competitie is gezet.

In het seizoen 1944/45 was er wegens de Tweede Wereldoorlog geen regulier competitievoetbal.

## Tennisafdeling
De tennisafdeling maakte haar start op 22 mei 1927 met de pacht van een veldje van de eigenaar van de naastgelegen Hoeve Voorland aan de Middenweg. Daar werden twee cementen banen aangelegd met een kleedhuisje. Tennis werd zo - na honkbal - de tweede sport op het huidige VVGA-complex. 
De vereniging heeft in 2024 ongeveer 800 leden. Zij beschikt over 7 gravelbanen, een minibaan en tennismuur. 
Voormalig: AFC "Sport" · Ambon · FC Amsterdam · V.V. Amsterdam · ASSV · VV De Beursbengels · FC Blauw-Wit Amsterdam · Blauw-Wit Osdorp · B.P.C. · CDW · FC Chabab · D.E.C. · VV DIB · D.N.C. · DWV · SC De Eland · Energia · SC Fenerbahçe · ASV De Germaan · KBV · N.E.C. '75 · AFC Neerlandia · Neerlandia/SLTO · New Amsterdam · FC Nieuwendam · SC Nieuwendam · ODOS · Oriënt · P en T · RAP · SCZ '58 · Sparta Amsterdam · Sporting Amsterdam · Sporting Noord · SV Osdorp · Osdorp/Sport · SLTO · Avv SPORT · Türkiyemspor · De Volewijckers · Volharding · SC Voorland · ZRC Herenmarkt
De Algemene · Elzenhagen · Festina · Kattenlaan · Linnaeushof · Osdorp · PST · Tie-Breakers · TOB · VVGA